# Ethadione
Ethadione là một loại thuốc chống co giật trong gia đình oxazolidinedione được sử dụng chủ yếu để điều trị co giật.